# Dmitri Igorevich Belov
Dmitri Igorevich Belov (tiếng Nga: Дмитрий Игоревич Белов; sinh ngày 31 tháng 3 năm 1995) là một cầu thủ bóng đá người Nga. Anh thi đấu cho F.K. Dynamo-2 Sankt Peterburg.

## Sự nghiệp câu lạc bộ
Anh có màn ra mắt tại Giải bóng đá Quốc gia Nga cho F.K. Shinnik Yaroslavl vào ngày 11 tháng 7 năm 2016 trong trận đấu với F.K. Baltika Kaliningrad.